# Saint-Augustin-des-Bois
Pour les articles homonymes, voir Saint-Augustin.
Saint-Augustin-des-Bois est une commune française située dans le département de Maine-et-Loire, en région Pays de la Loire.

## Géographie

### Localisation
Saint-Augustin-des-Bois est située en Maine-et-Loire dans le sud du Segréen, au nord de Saint-Georges-sur-Loire, entre celle-ci et celle de Bécon-les-Granits (RD 961), au carrefour des RD 961 et RD 15 venant des Mauges par Saint-Germain-des-Près.
La commune s'étend sur 2 728 hectares, dont 400 hectares de bois. Elle se trouve géographiquement à une altitude moyenne d'environ 64 mètres.
Plateaux semi-boisés, la campagne augustinoise présente une alternance de bois sur les versants, haies et chemins creux, à peine dérangés par le cheminement des ruisseaux, qui s’en vont rejoindre les affluents de la sauvage Loire.

### Climat
Pour des articles plus généraux, voir Climat des Pays de la Loire et Climat de Maine-et-Loire.
En 2010, le climat de la commune est de type climat océanique altéré, selon une étude du CNRS s'appuyant sur une série de données couvrant la période 1971-2000. En 2020, Météo-France publie une typologie des climats de la France métropolitaine dans laquelle la commune est exposée à un climat océanique et est dans une zone de transition entre les régions climatiques « Bretagne orientale et méridionale, Pays nantais, Vendée » et « Moyenne vallée de la Loire ».
Pour la période 1971-2000, la température annuelle moyenne est de 11,8 °C, avec une amplitude thermique annuelle de 14,1 °C. Le cumul annuel moyen de précipitations est de 690 mm, avec 11,7 jours de précipitations en janvier et 6 jours en juillet. Pour la période 1991-2020, la température moyenne annuelle observée sur la station météorologique de Météo-France la plus proche, sur la commune de Beaucouzé à 12 km à vol d'oiseau, est de 12,6 °C et le cumul annuel moyen de précipitations est de 709,3 mm,. Pour l'avenir, les paramètres climatiques de la commune estimés pour 2050 selon différents scénarios d'émission de gaz à effet de serre sont consultables sur un site dédié publié par Météo-France en novembre 2022.

## Urbanisme

### Typologie
Au 1er janvier 2024, Saint-Augustin-des-Bois est catégorisée bourg rural, selon la nouvelle grille communale de densité à sept niveaux définie par l'Insee en 2022.
Elle est située hors unité urbaine. Par ailleurs la commune fait partie de l'aire d'attraction d'Angers, dont elle est une commune de la couronne,. Cette aire, qui regroupe 81 communes, est catégorisée dans les aires de 200 000 à moins de 700 000 habitants,.

### Occupation des sols
L'occupation des sols de la commune, telle qu'elle ressort de la base de données européenne d’occupation biophysique des sols Corine Land Cover (CLC), est marquée par l'importance des territoires agricoles (85,4 % en 2018), une proportion sensiblement équivalente à celle de 1990 (86 %). La répartition détaillée en 2018 est la suivante : 
prairies (51,5 %), terres arables (23 %), forêts (12,7 %), zones agricoles hétérogènes (10,8 %), zones urbanisées (1,7 %), espaces verts artificialisés, non agricoles (0,2 %), cultures permanentes (0,1 %). L'évolution de l’occupation des sols de la commune et de ses infrastructures peut être observée sur les différentes représentations cartographiques du territoire : la carte de Cassini (XVIIIe siècle), la carte d'état-major (1820-1866) et les cartes ou photos aériennes de l'IGN pour la période actuelle (1950 à aujourd'hui).

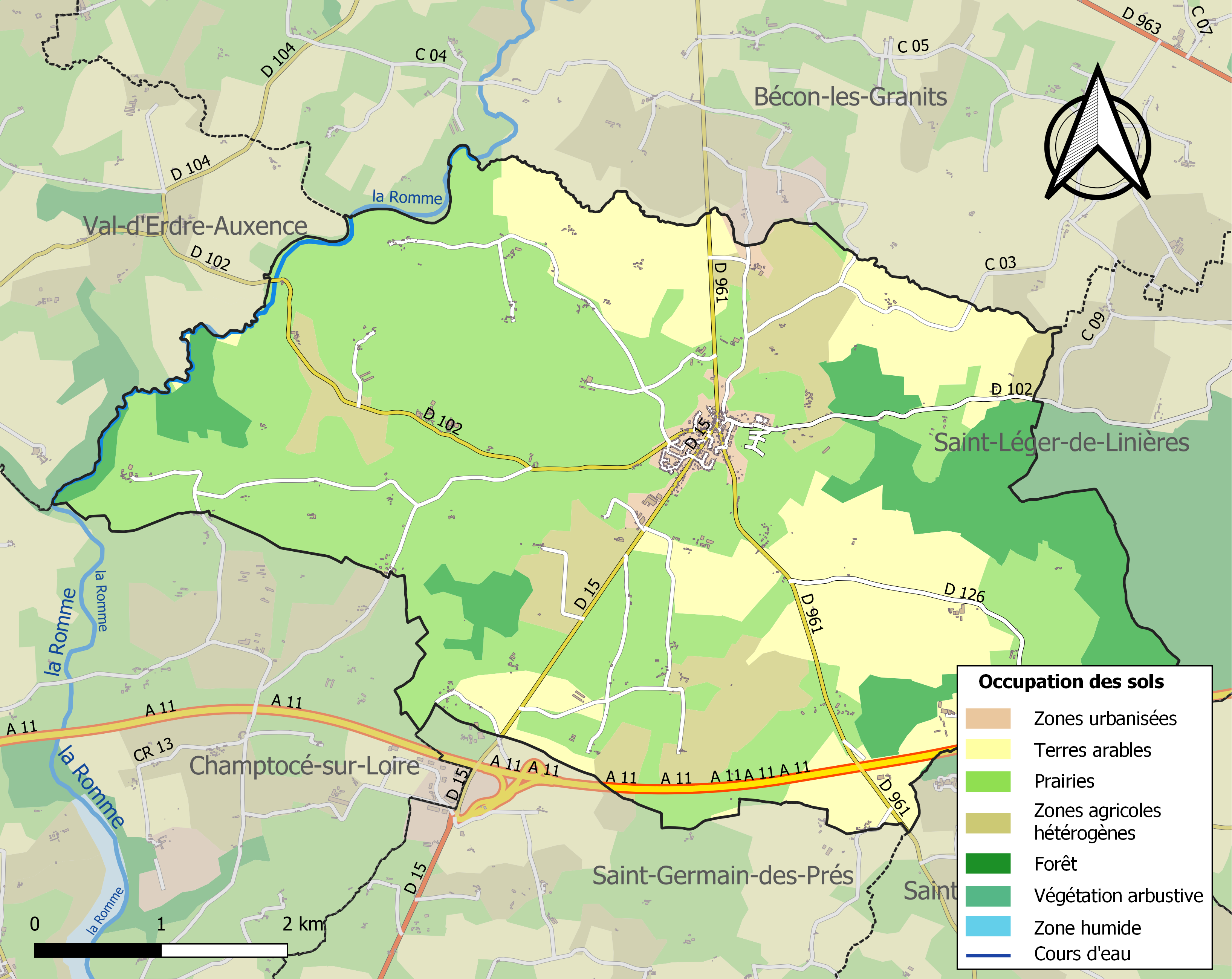
Carte des infrastructures et de l'occupation des sols de la commune en 2018 (CLC).

## Toponymie
Formes anciennes : La Ville de Saint-Aoustin en 1405, Grand-Bois nom révolutionnaire.
Les habitants de Saint-Augustin-des-Bois s'appellent les Saint-Augustinois.

## Politique et administration

### Administration municipale
| Période                                  | Période                            | Identité                    | Étiquette      | Qualité                                            |
| ---------------------------------------- | ---------------------------------- | --------------------------- | -------------- | -------------------------------------------------- |
| 1788                                     |                                    | de Meaulnes                 |                | syndic de la municipalité                          |
| 1790                                     | 1791                               | Antoine Panay de Champotier |                | prieur-curé                                        |
| 1792                                     |                                    | Mathurin Pasquier           |                |                                                    |
| août 1792                                |                                    | René Guérin                 |                |                                                    |
| an II                                    | an IV                              | Pierre Portier              |                |                                                    |
| an V                                     | 10 messidor an VIII (29 juin 1800) | Louis Vion                  |                | ancien brigadier des gabelles puis agent municipal |
| 2 janvier 1808                           | janvier 1841 (démission)           | Jean Delhoste               |                | précédemment percepteur                            |
| 2 février 1841                           |                                    | Olivier-François Charon     |                |                                                    |
| 1843                                     |                                    | Jean Delhoste               |                |                                                    |
| 13 août 1848                             |                                    | Pierre-René de Meaulne      |                |                                                    |
| 2 juillet 1855                           |                                    | Nicolas-Louis Mondain       |                |                                                    |
| août 1861                                |                                    | Urbain Martin               |                |                                                    |
| 1878                                     | 1888                               | Francis Denou               |                |                                                    |
| 1888                                     | 1890                               | Dominique Lory              |                |                                                    |
| 1890                                     | 1895                               | Georges Laguette            |                |                                                    |
| 1896                                     | 1897                               | Paul Moutet                 |                |                                                    |
| 1898                                     | 1922                               | Lucien Benoist              |                |                                                    |
| 1923                                     | 1962                               | Charles Benoist             |                |                                                    |
| 1963                                     | 1971                               | Henri Doizon                | PC             |                                                    |
| mars 1971                                | mars 1983                          | Louis Robin                 |                |                                                    |
| mars 1983                                | juin 1995                          | Nicole Benoist              | Sans étiquette |                                                    |
| juin 1995                                | mars 2001                          | André Besson                | Sans étiquette |                                                    |
| mars 2001                                | mars 2008                          | Genevieve Pouplin           |                |                                                    |
| mars 2008                                | octobre 2015                       | Christian Baron             | UDI            |                                                    |
| octobre 2015                             | En cours (au 27 mai 2020)          | Virginie Guichard,          |                |                                                    |
| Les données manquantes sont à compléter. |                                    |                             |                |                                                    |

À la suite des élections municipales de mars 2014, le préfet de Maine-et-Loire dépose un recours en annulation devant le Tribunal administratif. Le 17 juin, le recours est rejeté par le Tribunal administratif de Nantes. Christian Baron est ainsi confirmé dans son mandat de maire.
En juin 2015, huit élus du conseil municipal démissionnent provoquant l'organisation de nouvelles élections. En octobre, un nouveau conseil municipal est élu, et Virginie Guichard est élue maire le 9 octobre.
Saint-Augustin-des-Bois porte le code Insee 49266 et est associée au code postal 49170.

### Intercommunalité
La commune est membre de la communauté de communes des Vallées du Haut-Anjou après avoir été membre de la communauté de communes Ouest-Anjou, elle-même membre du syndicat mixte Pays de l'Anjou bleu, Pays segréen.

### Autres circonscriptions
Jusqu'en 2014, Saint-Augustin-des-Bois fait partie du canton du Louroux-Béconnais et de l'arrondissement d'Angers. Ce canton compte alors dix communes. Dans le cadre de la réforme territoriale, un nouveau découpage territorial pour le département de Maine-et-Loire est défini par le décret du 26 février 2014. La commune est alors rattachée au canton de Chalonnes-sur-Loire, avec une entrée en vigueur au renouvellement des assemblées départementales de 2015.

## Population et société

### Démographie

#### Évolution démographique
L'évolution du nombre d'habitants est connue à travers les recensements de la population effectués dans la commune depuis 1793. Pour les communes de moins de 10 000 habitants, une enquête de recensement portant sur toute la population est réalisée tous les cinq ans, les populations de référence des années intermédiaires étant quant à elles estimées par interpolation ou extrapolation. Pour la commune, le premier recensement exhaustif entrant dans le cadre du nouveau dispositif a été réalisé en 2008.

En 2022, la commune comptait 1 283 habitants, en évolution de +5,68 % par rapport à 2016 (Maine-et-Loire : +2,12 %, France hors Mayotte : +2,11 %).
| 1793 | 1800 | 1806 | 1821 | 1831 | 1836 | 1841 | 1846 | 1851 |
| ---- | ---- | ---- | ---- | ---- | ---- | ---- | ---- | ---- |
| 400  | 629  | 621  | 627  | 658  | 681  | 775  | 771  | 851  |

| 1856 | 1861 | 1866 | 1872 | 1876 | 1881 | 1886 | 1891 | 1896 |
| ---- | ---- | ---- | ---- | ---- | ---- | ---- | ---- | ---- |
| 900  | 904  | 910  | 871  | 961  | 920  | 949  | 909  | 838  |

| 1901 | 1906 | 1911 | 1921 | 1926 | 1931 | 1936 | 1946 | 1954 |
| ---- | ---- | ---- | ---- | ---- | ---- | ---- | ---- | ---- |
| 809  | 789  | 797  | 657  | 711  | 701  | 669  | 707  | 654  |

| 1962 | 1968 | 1975 | 1982 | 1990 | 1999 | 2006 | 2008  | 2013  |
| ---- | ---- | ---- | ---- | ---- | ---- | ---- | ----- | ----- |
| 631  | 557  | 522  | 718  | 776  | 826  | 965  | 1 005 | 1 172 |

| 2018  | 2022  | - | - | - | - | - | - | - |
| ----- | ----- | - | - | - | - | - | - | - |
| 1 222 | 1 283 | - | - | - | - | - | - | - |

#### Pyramide des âges
La population de la commune est relativement jeune.
En 2018, le taux de personnes d'un âge inférieur à 30 ans s'élève à 41,6 %, soit au-dessus de la moyenne départementale (37,2 %). À l'inverse, le taux de personnes d'âge supérieur à 60 ans est de 16,5 % la même année, alors qu'il est de 25,6 % au niveau départemental.
En 2018, la commune compte 602 hommes pour 620 femmes, soit un taux de 50,74 % de femmes, légèrement inférieur au taux départemental (51,37 %).
Les pyramides des âges de la commune et du département s'établissent comme suit.
| Hommes | Classe d’âge | Femmes |
| ------ | ------------ | ------ |
| 0,3    | 90 ou +      | 1,1    |
| 3,2    | 75-89 ans    | 4,2    |
| 12,1   | 60-74 ans    | 12,1   |
| 19,6   | 45-59 ans    | 18,1   |
| 23,3   | 30-44 ans    | 22,9   |
| 15,4   | 15-29 ans    | 15,2   |
| 26,1   | 0-14 ans     | 26,5   |

| Hommes | Classe d’âge | Femmes |
| ------ | ------------ | ------ |
| 0,9    | 90 ou +      | 2,1    |
| 7      | 75-89 ans    | 9,5    |
| 16,2   | 60-74 ans    | 16,9   |
| 19,4   | 45-59 ans    | 18,7   |
| 18,2   | 30-44 ans    | 17,5   |
| 18,8   | 15-29 ans    | 17,6   |
| 19,5   | 0-14 ans     | 17,6   |

## Économie
Sur 65 établissements présents sur la commune à fin 2010, 46 % relèvent du secteur de l'agriculture (pour une moyenne de 17 % sur le département), 8 % du secteur de l'industrie, 5 % du secteur de la construction, 37 % de celui du commerce et des services et 5 % du secteur de l'administration et de la santé. Cinq ans plus tard, en 2015, sur les 86 établissements présents, 22 % relèvent du secteur de l'agriculture (pour une moyenne de 11 % sur le département), 10 % du secteur de l'industrie, 9 % de celui de la construction, 53 % du secteur du commerce et des services et 5 % de celui de l'administration et de la santé.

## Culture locale et patrimoine

### Lieux et monuments
- Église Saint-Augustin.

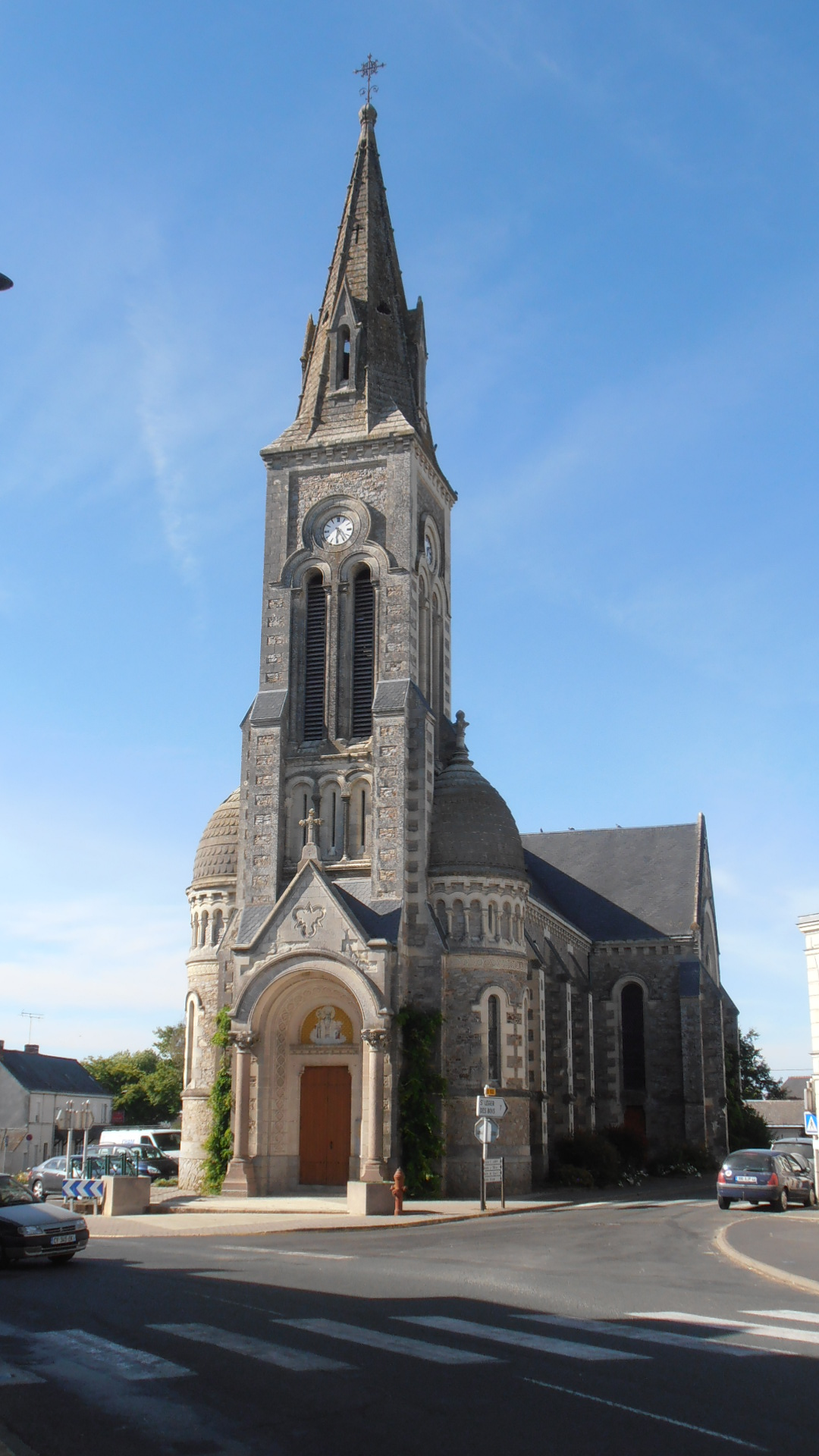
L'église de Saint-Augustin.

Il existe plusieurs sentiers de randonnées de promenades dans le bocage angevin  :
- Le circuit des Bois-Noirs propose une balade au cœur des bois qui furent le théâtre d’affrontements entre les chouans et l’armée républicaine. Ces bois leur offraient des refuges idéaux.
- Le circuit du Château conduit aux abords de la propriété de Landeronde qui date du XVe siècle.
- En longeant la Coudre, affluent de la Romme, le paysage s’étire jusqu’à offrir plusieurs panoramas. Le sentier permet de contourner le domaine et d’admirer l’implantation de cette ancienne demeure seigneuriale.